# Donna Leon

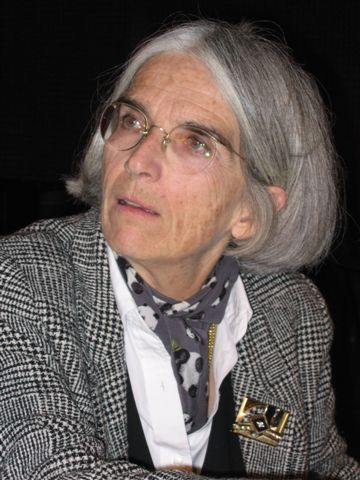
Donna Leon

Donna Leon, född 28 september 1942 i Montclair, New Jersey, USA, är en amerikansk författare som bor i Venedig sedan 30 år tillbaka. Mest kända är hennes deckare om kommissarie Guido Brunetti. 1981 flyttade Donna Leon till Venedig, där hon tidigare undervisat i engelska. Hennes kriminalromaner är samhällskritiska och tar upp till exempel sexturism och flyktingtransporter. Hennes böcker är översatta till 23 språk men inte till italienska eftersom hon inte vill bli känd i Italien.
Leon håller på att ge ut Händels samtliga operor på CD.

## Priser och utmärkelser
- 1997 Deutscher Krimi Preis, internationella delen, för Ond bråd död i Venedig
- Palle Rosenkrantz-priset 1999 för Mord i fremmed land
- The Silver Dagger 2000 för "Friends In High Places" (Mäktiga vänner)